# London Metal Exchange
London Metal Exchange (LME, właściwie The London Metal Exchange, Londyńska Giełda Metali) – giełda metali z siedzibą w Londynie (Wielka Brytania), największy rynek metali nieszlachetnych na świecie. Od 2012 roku należy do hongkońskiej spółki Hong Kong Exchanges and Clearing (HKEX).
Na giełdzie zawierane są transakcje kupna i sprzedaży metali nieszlachetnych (m.in. aluminium, cynku, ołowiu, miedzi i niklu), a także platynowców, zaliczanych do metali szlachetnych. Większość transakcji ma postać kontraktów typu futures oraz opcji. Ceny metali nieszlachetnych na LME uznawane są za wyznacznik cen światowych. W 2022 roku wartość zawartych na giełdzie transakcji wyniosła 15,2 bln USD, a nominalna ilość objętych nimi metali – 3,1 mld ton. W 2021 roku przychody uzyskane przez LME z tytułu prowizji oraz innych opłat wyniosły 205 mln GBP, a zysk netto – 76 mln GBP.
Transakcje na LME zawierane są drogą elektroniczną, telefoniczną oraz tradycyjną, tj. przy fizycznej obecności maklerów na parkiecie giełdowym, którzy porozumiewają się ze sobą za pomocą gestów i okrzyków. W 2022 roku LME pozostawało jedyną giełdą towarową w Europie, na której transakcje zawierane były w ten ostatni sposób.
Giełda założona została w 1877 roku. Wcześniej, od 1571 roku transakcje kupna i sprzedaży metali zawierane były na londyńskiej giełdzie Royal Exchange. W latach 2017–2022 na giełdzie prowadzono również sprzedaż i kupno złota oraz srebra.